# Mary Field
Mary Field, contessa di Rosse (Yorkshire, 1813 – 22 luglio 1885), è stata un'astronoma e fotografa inglese.

## Biografia
Mary Field è nata in Gran Bretagna, nello Yorkshire, figlia di John Wilmer Field, ricco proprietario terriero.

## Matrimonio
Sposò, il 14 aprile 1836, William Parsons, III conte di Rosse (17 giugno 1800–31 ottobre 1867), figlio di Laurence Parsons, II conte di Rosse. Ebbero tredici figli ma solo quattro raggiunsero l'età adulta:
- Lawrence Parsons, IV conte di Rosse (17 novembre 1840-29 agosto 1908);
- Randal Parsons (26 aprile 1848-15 novembre 1936), sposò Eleanor Mackarness, non ebbero figli;
- Richard Clere Parsons (21 febbraio 1851-26 gennaio 1923), sposò Agnes Elizabeth Bateman, ebbero sei figli;
- Charles Algernon Parsons (13 giugno 1854-11 febbraio 1931), sposò Katherine Bethell, ebbero due figli.

Nei 1840 la coppia si interessò all'astronomia e Mary aiutò suo marito a costruire un gigantesco telescopio, considerato una meraviglia ai suoi tempi. Era un abile fabbro - cosa molto inusuale per le donne di classe elevata di quel tempo - e gran parte della struttura di ferro che sosteneva il telescopio fu costruito da lei.
Durante la grande carestia (1845-1847) in Irlanda, fu responsabile di mantenere oltre cinquecento uomini impiegati nel lavoro all'interno e intorno al castello di Birr, dove lei e suo marito vivevano.

## Fotografia
Nel 1842 William Parsons iniziò a sperimentare la fotografia di dagherrotipo, imparando forse alcune delle opere d'arte del suo conoscente William Henry Fox Talbot. Nel 1854 Lord Rosse scrisse a Fox Talbot dicendo che anche Lady Rosse aveva appena iniziato ad appassionarsi alla fotografia e inviò alcuni esempi del suo lavoro. Fox Talbot ha risposto che alcune delle sue fotografie del telescopio "sono tutto ciò che si può desiderare". Lady Rosse divenne membro della Dublin Photographic Society e nel 1859 ricevette una medaglia d'argento per il "miglior campione negativo" dalla Photographic Society of Ireland. Molti esempi delle sue fotografie sono negli archivi del castello di Birr.